# Матрица сопротивлений
Матрица сопротивлений — матрица, применяемая для описания устройств СВЧ, связывающая линейной зависимостью комплексные амплитуды напряжений и силы тока в клеммных плоскостях эквивалентного многополюсника:
{\displaystyle Z={\begin{pmatrix}z_{11},&z_{12},&\cdots &z_{1N}\\z_{21},&z_{22},&\cdots &z_{2N}\\\vdots &\vdots &\ddots &\vdots \\z_{N1},&z_{N2},&\cdots &z_{NN}\\\end{pmatrix}}}

## Устройство СВЧ как многополюсник
Описание устройства СВЧ может производиться без учёта его внутренней структуры и геометрии. Для инженерного расчёта любое линейное пассивное устройство может быть представлено в виде «чёрного ящика» — многополюсника, каждая пара клемм которого представляет определённый тип волн во всех линиях передачи, подключённых к этому устройству.
На каждом входе эквивалентного многополюсника можно определить комплексные амплитуды напряжения и силы тока. Чаще всего ток и напряжение определяют через поперечные составляющие электрического и магнитного поля волны, распространяющейся в линии:
{\displaystyle \;E_{n}=u_{n}e_{n}}
{\displaystyle \;H_{n}=i_{n}h_{n}}
Здесь {\displaystyle \;e_{n}} и {\displaystyle \;h_{n}} — собственные функции поперечных составляющих основных волн в n-входной линии. Напряжения {\displaystyle \;u_{n}} и токи {\displaystyle \;i_{n}} входят в нормированной форме:
{\displaystyle u_{n}=U_{n}/{\sqrt {W_{n}}}} [Вт½]
{\displaystyle i_{n}=I_{n}{\sqrt {W_{n}}}} [Вт½]
{\displaystyle \;W_{n}} — характеристическое сопротивление основной волны в линии.
Напряжение и ток в линии могут быть выражены через падающую и отражённую волны:
{\displaystyle \;u_{n}=a_{n}+b_{n}}
{\displaystyle \;i_{n}=a_{n}-b_{n}}
Падающая и отражённая волны также входят в нормированной форме и измеряются в Вт½.
{\displaystyle \;a_{n}={\sqrt {P_{n\;in}}}e^{i\varphi _{n\;in}}}
{\displaystyle \;b_{n}={\sqrt {P_{n\;out}}}e^{i\varphi _{n\;out}}}

## Матричное уравнение
Представив множества токов и напряжений на всех входах многополюсника в виде векторов, можно записать матричное уравнение связи напряжений и токов:
{\displaystyle u={\begin{pmatrix}u_{1}\\u_{2}\\\vdots \\u_{n}\end{pmatrix}};\;i={\begin{pmatrix}i_{1}\\i_{2}\\\vdots \\i_{n}\end{pmatrix}}}
{\displaystyle \;u=Zi}
В алгебраической форме запись приобретёт вид
{\displaystyle {\begin{cases}u_{1}=z_{11}i_{1}+z_{12}i_{2}+\ldots +z_{1N}i_{N}\\u_{2}=z_{21}i_{1}+z_{22}i_{2}+\ldots +z_{2N}i_{N}\\\cdots \cdots \cdots \cdots \cdots \cdots \cdots \cdots \cdots \cdots \cdots \\u_{N}=z_{N1}i_{1}+z_{N2}i_{2}+\ldots +z_{NN}i_{N}\end{cases}}}

## Физический смысл
Чтобы выяснить физический смысл элементов матрицы сопротивлений, необходимо организовать специальный тестовый режим измерения токов и напряжений многополюсника, называемый режимом холостого хода (Х.Х.).
Смысл диагональных элементов (znn) матрицы сопротивлений станет ясен, если создать электрический ток in ≠ 0 (подключить источник тока к n-му входу многополюсника) и создать режим Х.Х. на всех прочих входах (то есть разомкнуть все прочие k = 1...N, k ≠ n входы многополюсника). В этом случае сила тока ik на k-х (разомкнутых) входах будет равна нулю, а напряжение и сила тока для n-го входа будут связаны законом Ома: un = znnin. Из выражения видно, что каждый n-й диагональный элемент матрицы рассеяния имеет тот же смысл, что и электрическое сопротивление n-го входа при условии одновременного Х.Х. на всех прочих входах.
В рассмотренном тестовом режиме напряжения на всех (n-м и k-х) входах не будут равны нулю, они будут пропорциональны силе тока in, создаваемого подключённым к n-му входу источником: uk = zknin, k = 1, ... , n, ... , N. Из этого выражения видно, что все элементы матрицы рассеяния служат коэффициентами пропорциональности между силой тока in в n-м входе и напряжением uk на k-м входе и имеют размерность электрического сопротивления (Ом). Диагональные элементы называют собственными сопротивлениями входов, внедиагональные — вносимыми сопротивлениями (вносимыми в k-й вход из n-го входа, первый индекс — "куда", второй — "откуда"). Эти названия подчёркивают тот факт, что в общем случае, при протекании тока по всем N входам многополюсника, напряжение un на каждом n-м входе зависит не только от силы тока in в этом входе (un пропорционально in, коэффициент пропорциональности — собственное сопротивление znn), но и от силы тока ik во всех прочих входах (un пропорционально также и ik, коэффициент пропорциональности — вносимое сопротивление znk). То есть напряжение на каждом входе не только зависит от "собственного" источника тока, но и "вносится" (наводится, получает добавку, зависит, изменяется) за счет протекания тока во всех прочих входах в силу наличия электрических межсоединений во внутренней электрической схеме многополюсника.
Таким образом, в целом матрица сопротивлений и матричное уравнение, связывающее напряжения и токи на входах многополюсника, являются обобщением закона Ома для участка цепи (то есть для двухполюсника) на случай многополюсника.